# Museo de arte de Puerto Rico
El Museo de Arte de Puerto Rico (MAPR), es una entidad ubicada en Santurce, dedicada a proveer y hacer accesible el conocimiento, la apreciación y el disfrute de las artes visuales de Puerto Rico y del mundo.
La colección del museo alberga obras desde el siglo XVIII al presente. Forman parte de la misma, obras de insignes maestros puertorriqueños, así como de artistas pertenecientes a las más recientes generaciones. La joven colección cuenta con 1,100 obras de arte en las técnicas de grabado, pintura, dibujo, escultura, fotografía y nuevos medios. [cita requerida]
En 2019, la Alianza Americana de Museos (AAM, por sus siglas en inglés) le otorgó, en Nueva Orleans, el Chair’s Leadership Award  por su liderazgo y logros, con motivo de las consecuencias del huracán María, en la conservación de su colección permanente y 224 obras en riesgo de otras instituciones así como por la activación de un plan de emergencia eficaz.